# Fuerte de San Vicente Ferrer
El Fuerte de San Vicente Ferrer o el Castillo de San Vicente Ferrer es una torre de vigilancia de la era colonial española situada en el extremo occidental del municipio de Maribojoc, Bohol, en Filipinas. También conocido como la Torre de vigilancia de Punta Cruz (en tagalo: Bantayan ng Punta Cruz) o de Maribojoc debido a su ubicación geográfica, se encuentra a tres kilómetros ( 1,9 millas ) de distancia de Iglesia de Maribojoc. Es conocido por ser la "única  triángulo isósceles perfecto" en una estructura de torre - fortaleza en las Filipinas.
La torre de vigilancia experimentó de moderados a graves daños sobre la base de una evaluación técnica realizada por la Comisión Nacional para la Cultura y las Artes después del terremoto de 2013 en Bohol .
Orientado al noreste, la torre de vigilancia fue utilizada como un sistema de defensa contra los piratas moros del sur.  Fue construido bajo la promoción del sacerdote agustino recoleto Padre Manuel Sánchez de Nuestra Sra . del Tremendal y se terminó en 1796.